# Delta Junction
Delta Junction ist ein Ort mit dem Status einer City in der in der Southeast Fairbanks Census Area im US-Bundesstaat Alaska. Nach Zählung von 2020 lebten 958 Einwohner in dem Ort. Delta Junction ist der nördliche Endpunkt des Alaska Highways. Dieser zweigt dort vom Richardson Highway ab. Der Ortsname (junction englisch für „Kreuzung zweier oder mehrerer Straßen“) weist darauf hin.

## Geographie
Delta Junction liegt etwa 160 km südlich von Fairbanks am rechten Flussufer des Delta River unterhalb der Einmündung des Jarvis Creek. 14 km weiter nördlich bei Big Delta mündet der Delta River in den Tanana River.
Delta Junction und sein Umland liegen im fruchtbaren Tanana Valley („Tal des Tanana River“). Etwa 45 Kilometer weiter südlich erhebt sich der Gebirgszug der Alaskakette. 30 km südsüdöstlich von Delta Junction befinden sich die Granite Mountains, ein kleines niedriges Vorgebirge.
Die Geologie des einst von Gletschern bedeckten Gebietes ist von Moränen und Ablagerungen von Delta und Tanana bestimmt. Verschiedene mineralische Lagerstätten sind in der Umgebung von Delta Junction gefunden worden, darunter Gold, Molybdän und Steinkohle. Ein besonderes natürliches Merkmal der Landschaft ist Donnelly Dome, das innerhalb des Truppenübungsplatzes des Militärstützpunktes Fort Greely (früher Fort Wainwright) im Süden von Delta Junction gelegen ist. Diese natürliche Kuppel wurde von Gletschern gebildet, die von der Alaskakette kommend in zwei Teile gespalten wurden und Seiten eines bereits dort befindlichen Berges ausschnitten.

## Geschichte
Seit mindestens 8000 vor Christus haben Athabasken Teile des inneren Alaska bewohnt.
Ende des 19. Jahrhunderts wurde ein Transportpfad von Valdez nach Eagle angelegt, der am Zusammenfluss von Delta und Tanana vorbeiführte und dem der Anfang des 20. Jahrhunderts gebaute Richardson Highway folgte. Nach Goldfunden in Fairbanks 1902 wurden an dem Pfad Rasthäuser und Zollstellen eingerichtet, eines davon im heutigen Big Delta.
1928 wurde eine Herde von 23 Bisons aus Montana in eine Gegend südlich von Big Delta gebracht, da Bisons in den USA vom Aussterben bedroht waren. Das Gebiet, in dem sie angesiedelt wurden, wurde Buffalo Center genannt und fällt mit dem heutigen Delta Junction zusammen. Die Herde existiert noch heute, umfasst etwa 1000 Tiere und wird durch das Ausstellen von Jagderlaubnissen auf dieser Größe gehalten.

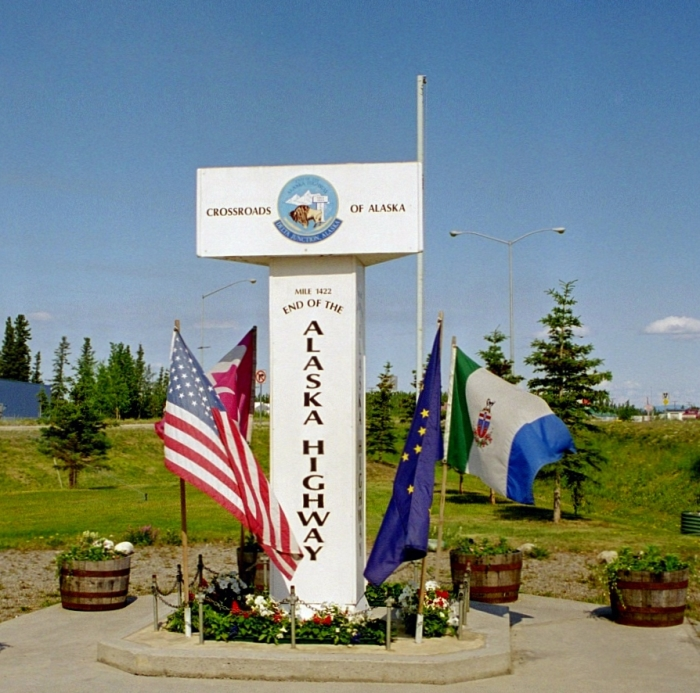
Wegmarke „Ende des Alaska-Highway“

Während des Zweiten Weltkriegs unterstützten die USA die Sowjetunion im Krieg gegen das Dritte Reich und Japan durch die Lieferung von Flugzeugen unter dem Lend-Lease Act, die über Alaska in den Osten der Sowjetunion erfolgten. In diesem Zusammenhang wurde in Alaska eine Straße gebaut, die auf 2290 km eine Straße nach Dawson Creek in Kanada, mit dem Richardson Highway verband: der Alaska Highway. Der Alaska Highway trifft 12 km südlich von Big Delta auf den Richardson Highway. Dieser Ort erhielt die Bezeichnung Delta Junction. 8 km südlich von Delta Junction wurde auch ein Flugplatz, das „Allen Army Airfield“, angelegt, um die Lieferungen in die Sowjetunion von dort aus vorzunehmen. Außerdem wurde eine zweite Straße, der Glenn Highway von Anchorage, der größten Stadt Alaskas, nach Glenallen am Richardson Highway gebaut, so dass nun auch die Verbindungsstraße von Fairbanks nach Anchorage durch Delta Junction verlief.
Nach dem Zweiten Weltkrieg wurde um den Flugplatz der Militärstützpunkt Fort Greely errichtet. Der Stützpunkt diente zur Ausbildung von Soldaten im Kampf bei sehr kaltem Wetter, insbesondere im Zusammenhang des Kalten Krieges. 1957 wurde der Richardson Highway befestigt, ebenso in jenen Jahren auch Teile des Alaska Highways. Der Militärstützpunkt und zunehmender Tourismus führten zu einem wirtschaftlichen Boom der Umgebung, deren wirtschaftliches Zentrum sich von Big Delta nach Delta Junction verlagerte. Nach dem Zweiten Weltkrieg siedelten sich auch einige Landwirte und Viehzüchter um Delta Junction an. 1960 wurde Delta Junction als Municipality eingerichtet.
1968 wurde in der North Slope Erdöl entdeckt. 1974 begann der Bau der Trans-Alaska-Pipeline von Prudhoe Bay nach Valdez, der Delta Junction einen weiteren Boom bescherte und zu einer Erhöhung von Einwohnerzahl und angesiedelten Unternehmen führte.
In den späten 1970er und frühen 1980er Jahren wurde das Tal des Tanana als potentielles landwirtschaftliches Gebiet in Alaska ausgewiesen. Der Staat Alaska stellte Landwirten große Landflächen zum Kauf bereit. Besonders das so genannte Barley-Project war von Bedeutung: Östlich von Delta Junction sollte Gerste angebaut, über eine zukünftige Bahnlinie nach Valdez transportiert und von dort nach Ostasien verkauft werden. Obwohl Farmen und Lagerhäuser errichtet wurden, wurde die Bahnlinie nie realisiert, weshalb das Projekt weitgehend fehlschlug. Die unter zunehmenden politischen Druck geratenen Gouverneure Alaskas fuhren die Finanzierung des Projekts Stück für Stück zurück; die entstandene Farmen betreiben heute vor allem Weidewirtschaft und produzieren Heu zur Fütterung, obwohl Gerste, Karotten, Kartoffeln und sogar Weizen in begrenztem Umfang angebaut werden. Der Viehwirtschaft steht in der Nähe ein Verarbeitungsbetrieb, die „Delta Meat and Sausage Company“ zur Verfügung. Die Gegend ist zudem bekannt für ihre Produktion ungewöhnlicher Fleischsorten wie Yak, Bison und Wapiti (Elk).
In den 1980er Jahren wurde die Pipeline fertiggestellt, kurz darauf endete auch der Kalte Krieg. Außerdem wurde eine neue Straße von Fairbanks nach Anchorage gebaut, die kürzer ist und nicht durch Delta Junction führt. Als Folge dieser drei Ereignisse kam es zum Niedergang von Delta Junction.
In den 1990er Jahren und zu Beginn des 21. Jahrhunderts kamen Einwanderer aus der ehemaligen Sowjetunion nach Delta Junction und veränderten das demographische Profil.
1995 wurde Fort Greely in die Neuordnungs- und Schließungsliste für Militärstützpunkte aufgenommen. Bis 2002 wurde die militärische und zivile Besetzung der Basis schrittweise reduziert. Es blieb geöffnet, jedoch mit weniger als 100 Mitarbeitern, die vor allem mit Infrastrukturmaßnahmen beschäftigt waren oder im Cold Regions Test Center der US-Armee arbeiteten, das weiterhin existierte. 2002 wurden das Cold Regions Test Center und das Northern Warfare Training Center nach Fort Wainwright verlegt. Große Teile Fort Greelys standen damit zunächst leer, die ungenutzten Gebäude wurden jedoch weiter beheizt und instand gehalten. In Delta Junction kam es zu Diskussionen, in den leerstehenden Gebäuden von Fort Greely ein privat betriebenes Gefängnis einzurichten. Die Pläne der Stadtverwaltung wurden jedoch letztlich nicht umgesetzt, und die Allvest Corporation, mit der bereits ein Vertrag abgeschlossen worden war, reichte eine Schadensersatzklage über eine Million Dollar ein.
Kurz darauf beschloss die US-Regierung, eine Raketenabwehr-Einrichtung mit Raketentestgelände in Fort Greely zu installieren, die Fort Greely vollständig wieder in Betrieb nehmen und zudem Teile von Fort Wainwright umfassen sollte. Infolge der Umbaumaßnahmen am Stützpunkt und dessen Neubesetzung erlebte Delta Junction von 2002 bis 2005 erneut einen starken wirtschaftlichen Aufschwung. Vertragspartner der Regierung wie Boeing, Boechtel und Brown and Root richteten Büros auf dem Gelände ein.
Daneben wurde nördlich von Delta Junction am Goodpaster River eine Goldmine eingerichtet, die ebenso wie noch auszubeutende Minerallagerstätten bei den Tangle-Seen südlich von Delta Junction die wirtschaftliche Zukunft von Delta Junction als positiv erscheinen lassen.

## Demographie
Nach der Zählung von 2000 leben in Delta Junction 840 Menschen in 312 Haushalten und 208 Familien. Die Bevölkerungsdichte liegt daher bei 18,8 Einwohner pro km². Über 91 % von ihnen sind Weiße, gut 1 % Schwarze, gut 4 % amerikanische Ureinwohner und jeweils weniger als 1 % asiatischer, lateinamerikanischer und pazifischer Herkunft.

Delta Junction hat mit 14,4 % die höchste prozentuale Dichte von ukrainischen Amerikanern, die in der Ukraine geboren wurden.

### Alter und Geschlecht
Bei der Volkszählung von 2000 hatten 35,6 % der Haushalte Kinder unter 18 Jahren im selben Haushalt. 52,6 % waren verheiratete Paare, 9,0 % waren Haushalte mit alleine lebenden Hausfrauen. 33,3 % waren „non-families“; 28,8 % bestanden aus Einzelhaushalten, 6,9 % aus Haushalten mit Einzelbewohnern, die das 65. Altersjahr erreicht oder überschritten hatten. Die durchschnittliche Haushaltsgröße bestand aus 2,69, die durchschnittliche Familiengröße aus 3,32 Personen. Die Altersverteilung bestand aus:
- 32,6 % unter 18
- 6,5 % 18 bis 24
- 26,5 % 25 bis 44
- 26,5 % 45 bis 64
- 7,7 % 65 und mehr

Das Durchschnittsalter betrug 36 Jahre.

### Durchschnittseinkommen
Das durchschnittliche jährlich Haushaltseinkommen lag bei 43.500 $, das durchschnittliche jährliche Einkommen einer Familie bei 58.250 $. Das durchschnittliche Jahreseinkommen betrug bei Männern 50.469 $, bei Frauen 25.750 $. Das Pro-Kopf-Einkommen lag bei 19.171 $. 12,3 % der Familien und 19,4 % der Einwohner lebten unterhalb der Armutsgrenze. Davon waren 28,8 % jünger als 18 Jahre und 13,2 % älter als 65.

## Wirtschaft
Das Rückgrat der örtlichen Wirtschaft sind Bau und Instandhaltung der Militäreinrichtungen, Bergbau, Landwirtschaft, Tourismus und deren Zulieferbranchen.
Viele Einwohner Delta Junction ergänzen ihre Nahrungsmittelausstattung durch Elch-, Rentier-, Dall-Schaf- und Bison-Jagd sowie Fischerei. Einige betreiben kleine Goldminen und jagen oder fangen Pelztiere als zusätzliche Einkommensquelle.
Delta Junction hat eine kleine Landebahn, wo Charterflüge für Jagd, Tourismus und Fischerei gebucht werden können.
Aufgrund des geringen örtlichen Angebots fahren viele Einwohner über den Richardson Highway in das ca. 130 Kilometer entfernte Fairbanks zum Einkaufen. Obwohl Delta Junction eine Klinik hat, ist weiterführende medizinische Versorgung ebenfalls in Fairbanks zu suchen.

## Klima
Da Delta Junction und seine Umgebung nicht am Pazifik liegen, ist das Klima dort trockener als im alaskanischen Küstengebiet. Das Klima zeigt die typischen saisonalen Extreme subarktischer Regionen. Die jährliche Niederschlagsmenge ist gering. Die durchschnittliche Tiefsttemperatur im Januar beträgt −23 °C, die durchschnittliche Höchsttemperatur im Juli +20 °C. Die niedrigste je gemessene Temperatur war −53 °C, die höchste +33 °C.
Der Himmel in Delta Junction ist im Sommer überwiegend sonnig und im Winter teils klar und teils bedeckt. An klaren Winternächten kann Polarlicht beobachtet werden. Wie in allen subarktischen Regionen sind die Nächte in den Monaten Mai bis Juli extrem kurz bzw. bestehen lediglich aus einer Dämmerungsphase. Die Monate November bis Januar haben im Gegensatz dazu lediglich vier bis fünf Tag- und Dämmerungsstunden täglich.
Soldaten aus Fort Greely haben Delta Junction die Beinamen „Windy City“ und „Little Chicago“ gegeben, da in Delta Junction (aber nicht in der Umgebung) an vielen Tagen ein Südwind weht, der über den Delta River vom Golf von Alaska heraufkommt. Der Wind bringt im Sommer Flussschlamm und im Winter Schneewehen. In jedem Winter gibt es einige Tage, an denen die Temperatur, welche bei bis zu −40 °C liegen kann, auf bis zu 0 °C ansteigt. Dies tritt dann auf, wenn der Südwind Chinook warme Luft aus dem Golf von Alaska heranbringt. Flaut der Wind wieder ab, kehren die Temperaturen wieder auf die normalen Tiefsttemperaturen zurück.